# Sovrapesca

Andamento delle catture di squali dal 1950

Viene definito con il termine sovrapesca (dall'inglese overfishing) il depauperamento delle risorse ittiche causato da un'eccessiva e non razionale attività di pesca. Questo fenomeno può verificarsi in qualsiasi ecosistema acquatico, dai torrenti, ai laghi, agli oceani.
Una specie è oggetto di sovrapesca quando viene pescata più velocemente di quanto riesca a riprodursi. Non è sempre facile determinare i ruoli giocati rispettivamente dalla pesca e dai fattori ambientali (specialmente climatici o legati all'inquinamento) nella diminuzione delle dimensioni degli stock ittici. A titolo di esempio della regressione degli stock ittici, nel Regno Unito nel 1880 per unità di capacità di pesca, si pescava 17 volte in più del quantitativo pescato attualmente.
All'ultimo stadio, la sovrapesca ha già provocato in alcuni casi la diminuzione dei ritmi biologici di crescita e condurre verso livelli critici tali da compromettere la ripresa delle popolazioni ittiche con ripercussioni ecologiche sugli ecosistemi nonché economiche sulle industrie ittiche. In particolare al sovrasfruttamento degli squali è dovuta la situazione di dissesto di interi ecosistemi marini.

## Livelli accettabili di pesca
La nozione di sovrapesca si basa su quello che viene definito come livello accettabile di prelievo attraverso la pesca. Termini biologici e bioeconomici più precisi definiscono il livello accettabile in questa maniera:
- Dal punto di vista biologico, una situazione di sovrapesca si verifica quando la mortalità della specie direttamente indotta dalle attività di pesca ha raggiunto quel livello per cui la biomassa degli stock ha una crescita marginale negativa (crescita di biomassa che diminuisce lentamente). In queste condizioni i pesci vengono prelevati dal loro ambiente così rapidamente che il rifornimento degli stock prodotto attraverso il processo riproduttivo diminuisce. Se tale rifornimento continua a diminuire per un periodo di tempo sufficientemente lungo ad un certo punto il suo andamento si inverte e in pratica la dimensione della popolazione ittica diminuisce.
- Dal punto di vista economico o bioeconomico, il termine sovrapesca tiene in considerazione anche il costo delle attività di pesca e definisce una situazione in cui la crescita marginale della rendita della risorsa è negativa. In pratica, i pesci vengono pescati così rapidamente che la crescita della redditività delle attività di pesca diminuisce. Se le condizioni di sovrapesca persistono sufficientemente a lungo, la redditività comincia a ridursi.

### Regola di controllo del prelievo

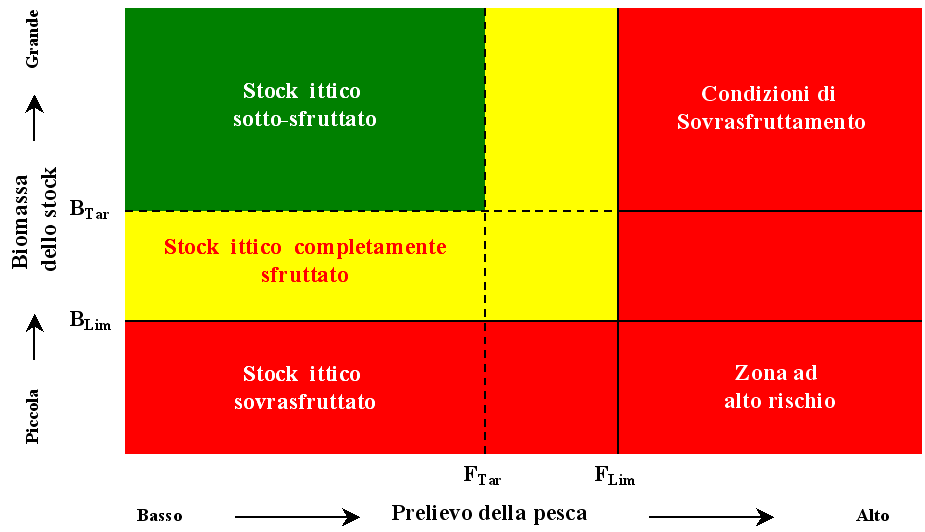
Lo schema a colori Traffic Light, mostrando il concetto di Regola di controllo del prelievo (HCR), specifica quando un piano di recupero è obbligatorio in termini di principio cautelativo e delimita le soglie di riferimento per la biomassa degli stock ittici e per il prelievo da parte dell'industria ittica. Lim: limite, Tar: target

Attualmente un modello ampiamente utilizzato per stabilire livelli accettabili di prelievo è la Regola di Controllo del Prelievo (HCR, dall'inglese Harvest Control Rule). Questa rappresenta una variabile sulla quale i processi di gestione hanno qualche controllo diretto come funzione di alcuni indicatori dello status degli stock ittici. La cattura costante e la mortalità costante dovuta alle attività di pesca sono due tipi di semplici regole di controllo del prelievo.

## Offerta e domanda di pesce
Il fenomeno della sovrapesca a livello mondiale ha cominciato a manifestarsi con l'avvento dell'industria ittica moderna: con lo sviluppo di navi e reti sempre più grosse, con tecnologie più sofisticate che permettono di trovare i banchi di pesci e pescare in fondali anche scogliosi dove un tempo sarebbe stato impossibile, con la corsa concorrenziale a racimolare in ogni angolo del globo tutto il pescabile, con normative e controlli facilmente elusi.
Un importante studio scientifico internazionale pubblicato nel novembre 2006 sulla rivista Science ha messo in evidenza come un terzo delle risorse ittiche mondiali abbiano subito un collasso, intendendo con quest'ultimo termine una diminuzione fino a meno del 10% della loro abbondanza massima osservata. Inoltre lo studio avverte che se l'attuale andamento dovesse continuare, tutte le risorse ittiche distribuite sul pianeta collasserebbero nell'arco dei prossimi 50 anni.
Il rapporto compilato dalla FAO nel 2004 sullo stato mondiale delle industrie ittiche e di acquacoltura (FAO State of World Fisheries and Aquaculture), riferendosi ai maggiori stock ittici per i quali esistono stime di abbondanza attendibili, afferma che nel 2003 approssimativamente un quarto di tali risorse risultavano sovrasfruttate, esaurite o in fase di ripresa da situazioni di esaurimento (rispettivamente 16%, 7% e 1%) e presentavano necessità di recupero.
La minaccia della sovrapesca non incombe solamente sulle specie di interesse commerciale. Dal momento che nelle reti finiscono anche specie non desiderate che vengono spesso ributtate morte inoltre i motopescherecci commerciali a strascico con le nuove strumentazioni attingono in acque sempre più profonde per riempire le loro reti, cominciando a minacciare delicati ecosistemi di acque profonde e le specie ittiche che vi abitano, come il celacanto. Myers e Worm in un articolo pubblicato sulla rivista Nature nel maggio 2003 stimavano che l'attuale biomassa dei grandi pesci predatori presenti negli oceani di tutto il mondo rappresenti solamente il 10% di quella presente nel periodo precedente lo sviluppo dell'industria ittica. Alcuni esperti di biologia della pesca tuttavia considerano esagerata questa affermazione qualora ci si riferisca alle popolazioni di tonno.
Dal 1950 al 1969 la produzione di pescato è cresciuta di circa 5% ogni anno passando da 18 a 56 milioni di tonnellate; dal 1969 in poi la produzione è cresciuta annualmente dell'8%. Ci si attende che la domanda di prodotti ittici continui ad aumentare e nel 2002 la compagnia MariCulture Systems ha previsto che entro il 2010 la produzione dovrebbe crescere di oltre 15.5 milioni di tonnellate per soddisfare i bisogni della crescente popolazione umana del pianeta. È probabile che questo faccia aggravare ulteriormente il problema della sovrappesca, a meno che l'espansione delle tecnologie di acquacoltura non riesca a soddisfare, almeno in parte questa richiesta.
La sovrapesca ha impoverito le popolazioni ittiche fino al punto che le attività di pesca in tutto il mondo attualmente non sono più in grado di sostenersi senza l'assistenza dei governi. Gli economisti hanno stimato che dagli anni 1980, per ogni dollaro guadagnato attraverso le attività di pesca, sono stati spesi 1.77 dollari per catturare e commerciare il pescato. Alcuni stock ittici sono così impoveriti che specie meno appetite vengono contrassegnate e vendute col nome di altre più richieste e costose. Questo fenomeno viene definito sostituzione delle specie. Ad esempio, attraverso analisi genetiche, è stato dimostrato che circa il 75% del pesce venduto come red snapper (Lutjanus campechanus), che ha un prezzo molto alto, in realtà è costituito da altre specie.

## Esempi di sovrapesca
Esempi delle conseguenze derivanti da situazioni di sovrapesca si trovano in aree come il Mare del Nord e i Grandi Banchi del Nord America. In queste regioni la sovrapesca non si è dimostrata solamente disastrosa per gli stock ittici ma anche per le comunità di pescatori la cui sussistenza era strettamente legata a tali risorse. Come altre attività estrattive come la caccia e la selvicoltura, la pesca è soggetta a interazioni economiche tra la proprietà o la gestione e la sostenibilità altrimenti note con il nome di Tragedy of the commons, dal titolo di un articolo scritto da Garrett Hardin e pubblicato sulla rivista Science nel 1968. Questo articolo descrive un dilemma nel quale molti individui, agendo indipendentemente nel proprio esclusivo interesse possono alla fine distruggere completamente una risorsa comune anche quando risulta chiaro che questo non sarà nell'interesse a lungo termine di nessuno.
L'industria peschiera peruviana dell'acciuga crollò negli anni 1970 a causa di una situazione di sovrapesca successiva a una stagione influenzata da El Niño che aveva prodotto un'ampia diminuzione di questi pesci. Le acciughe erano state fino a quegli anni una risorsa naturale molto importante per l'economia del Perù. Nel 1971 la produzione annuale di acciughe ammontava a 10.2 milioni di tonnellate. Tuttavia nei 5 anni successivi la quantità di pesce catturato annualmente dall'intera flotta raggiunse solo 4 milioni di tonnellate. Questo rappresentò una perdita molto rilevante per l'economia peruviana.
La fine dello stock ittico che ha portato al collasso l'industria ittica del merluzzo nell'area di mare al largo delle coste di Terranova considerata storicamente come la più pescosa della specie e la decisione presa nel 1992 dal Canada di imporre una moratoria indefinita per la pesca sui Grandi Banchi, rappresentano un esempio drammatico delle conseguenze delle sovrapesca.
Secondo il Piano di azione per la biodiversità (Biodiversity Action Plan) ufficiale del governo britannico, l'industria della pesca della sogliola comune nel Mare d'Irlanda e in altre regioni ha raggiunto livelli tali di sovrapesca da consentire di parlare ormai di virtuale collasso di tale attività. Il Regno Unito ha introdotto in tale piano d'azione provvedimenti atti a recuperare questo settore peschiero, ma la crescente popolazione globale umana e la conseguente crescita della domanda di pesce è arrivata al punto in cui la richiesta di cibo minaccia la stabilità delle industrie ittiche in crisi se non addirittura la sopravvivenza stessa delle specie soggette a prelievo.